# Sparasion embolicus
Sparasion embolicus är en stekelart som beskrevs av Kononova 1992. Sparasion embolicus ingår i släktet Sparasion och familjen Scelionidae. Inga underarter finns listade i Catalogue of Life.